# Блот-Свен
Блот-Свен (убит в 1087) — согласно «Саге о Хервёр и Хейдреке», конунг свеев, правивший в 1084—1087 годах.

## Биография
Сын Стенкиля Инге I Старший в 1080—1084 годы проводил агрессивную политику христианизации, ратовал за полную отмену жертвоприношений (в отличие от своего отца). Свеи предложили ему либо отказаться от христианства, либо отречься от престола. Он отказался от обоих вариантов, за что был выгнан свеями камнями прямо с тинга. В «Саге о Хервёр и Хейдреке» подробно описан конфликт и исход тинга. Шурин короля Свен предложил провести ритуал жертвоприношения коня, если его изберут конунгом. Свеи согласились с его кандидатурой и признали его королём Швеции. Был приведен конь, который был принесен в жертву. Его мясо съели, а кровью обмазали священное дерево. Инге I Старший был вынужден уехать в Гёталанд.
Новый король по имени Свен, прозванный Блот-Свен в честь того, что он согласился продолжать жертвоприношения языческим богам (так называемый блот), правил три года. Это был последний языческий король Швеции.
В 1087 году Инге I Старший (Инге Стенкильссон; древнеисл. Ingi Steinkelsson), накопив силы, в результате скрытного рейда с дружиной из Гёталанда, через Смоланд и восточное побережье Швеции, застал врасплох и убил в Уппсале Блот-Свена и его сына Эрика, жреца храма. Затем Инге I Старший спалил языческий храм Уппсалы и уничтожил места поклонения языческим богам.
Сын Блот-Свена, Эрик, отождествляется некоторыми учёными с полулегендарным конунгом Швеции Эриком Орсэллем.